# Quick Escape
"Quick Escape" é uma canção da banda de rock Americana Pearl Jam, lançada em 25 de março de 2020 como o terceiro single do décimo primeiro álbum de estúdio da banda, Gigaton (2020). Um videoclipe e um jogo online com o título da canção foram lançados no mesmo dia.

## Desempenho nas tabelas musicais
| País/Parada (2020)                                      | Melhor posição |
| ------------------------------------------------------- | -------------- |
| Nova Zelândia (RMNZ)                                    | 35             |
| Estados Unidos (Billboard Hot Rock & Alternative Songs) | 32             |

## Créditos
- Eddie Vedder – vocalista
- Mike McCready – guitarra solo
- Stone Gossard – guitarra rítmica
- Jeff Ament – guitarra
- Matt Cameron – bateria